# Liste des coureurs du Tour de France 2018
Cet article dresse la liste des coureurs du Tour de France 2018. Les 176 coureurs sont répartis en 22 équipes.

## Liste des participants
- Liste de départ complète

| Légende                             | Légende                                                                                         | Légende                                | Légende                                                                                                  |
| ----------------------------------- | ----------------------------------------------------------------------------------------------- | -------------------------------------- | --- |
| Num                                 | Dossard de départ porté par le coureur sur ce Tour de France                                    | Pos                                    | Position finale au classement général                                                                    |
| Leader du classement général        | Indique le vainqueur du classement général                                                      | Leader du classement par points        | Indique le vainqueur du classement par points                                                            |
| Leader du classement de la montagne | Indique le vainqueur du classement de la montagne                                               | Leader du classement du meilleur jeune | Indique le vainqueur du classement du meilleur jeune                                                     |
| Meilleure équipe                    | Indique la meilleure équipe                                                                     | Super combatif                         | Indique le super combatif                                                                                |
|                                     | Indique un maillot de champion national ou mondial, suivi de sa spécialité                      | NP                                     | Indique un coureur qui n'a pas pris le départ d'une étape, suivi du numéro de l'étape où il s'est retiré |
| AB                                  | Indique un coureur qui n'a pas terminé une étape, suivi du numéro de l'étape où il s'est retiré | HD                                     | Indique un coureur qui a terminé une étape hors des délais, suivi du numéro de l'étape                   |
| EX                                  | Coureur exclu pour non-respect du règlement, suivi du numéro de l'étape                         | *                                      | Indique un coureur en lice pour le classement du meilleur jeune (coureurs nés après le 1er janvier 1993) |

| Sky SKY                                              | Sky SKY                          | Sky SKY |
| ---------------------------------------------------- | -------------------------------- | ------- |
| Num                                                  | Coureur                          | Pos     |
| 1                                                    | Christopher Froome (GBR)         | 3e      |
| 2                                                    | Egan Bernal (COL) (Clm)*         | 15e     |
| 3                                                    | Jonathan Castroviejo (ESP) (Clm) | 70e     |
| 4                                                    | Michal Kwiatkowski (POL) (Route) | 49e     |
| 5                                                    | Gianni Moscon (ITA)*             | DQ-15   |
| 6                                                    | Wout Poels (NED)                 | 58e     |
| 7                                                    | Luke Rowe (GBR)                  | 128e    |
| 8                                                    | Geraint Thomas (GBR) (Clm)       | 1er     |
| Directeurs sportifs : Nicolas Portal, Servais Knaven |                                  |         |

| EF Education First-Drapac EFD                        | EF Education First-Drapac EFD | EF Education First-Drapac EFD |
| ---------------------------------------------------- | ----------------------------- | ----------------------------- |
| Num                                                  | Coureur                       | Pos                           |
| 11                                                   | Rigoberto Urán (COL)          | NP-12                         |
| 12                                                   | Simon Clarke (AUS)            | 100e                          |
| 13                                                   | Lawson Craddock (USA)         | 145e                          |
| 14                                                   | Daniel Martínez (COL)*        | 36e                           |
| 15                                                   | Taylor Phinney (USA)          | 136e                          |
| 16                                                   | Pierre Rolland (FRA)          | 27e                           |
| 17                                                   | Thomas Scully (NZL)           | 129e                          |
| 18                                                   | Sep Vanmarcke (BEL)           | 115e                          |
| Directeurs sportifs : Charly Wegelius, Andreas Klier |                               |                               |

| AG2R La Mondiale ALM                               | AG2R La Mondiale ALM       | AG2R La Mondiale ALM |
| -------------------------------------------------- | -------------------------- | -------------------- |
| Num                                                | Coureur                    | Pos                  |
| 21                                                 | Romain Bardet (FRA)        | 6e                   |
| 22                                                 | Silvan Dillier (SUI)       | 83e                  |
| 23                                                 | Axel Domont (FRA)          | AB-4                 |
| 24                                                 | Mathias Frank (SUI)        | 55e                  |
| 25                                                 | Tony Gallopin (FRA)        | AB-12                |
| 26                                                 | Pierre Latour (FRA) (Clm)* | 13e                  |
| 27                                                 | Oliver Naesen (BEL)        | 66e                  |
| 28                                                 | Alexis Vuillermoz (FRA)    | NP-10                |
| Directeurs sportifs : Julien Jurdie, Didier Jannel |                            |                      |

| Sunweb SUN                                      | Sunweb SUN                  | Sunweb SUN |
| ----------------------------------------------- | --------------------------- | ---------- |
| Num                                             | Coureur                     | Pos        |
| 31                                              | Michael Matthews (AUS)      | NP-5       |
| 32                                              | Tom Dumoulin (NED) (Clm)    | 2e         |
| 33                                              | Nikias Arndt (GER)          | 67e        |
| 34                                              | Simon Geschke (GER)         | 25e        |
| 35                                              | Chad Haga (USA)             | 72e        |
| 36                                              | Søren Kragh Andersen (DEN)* | 52e        |
| 37                                              | Laurens Ten Dam (NED)       | 51e        |
| 38                                              | Edward Theuns (BEL)         | 88e        |
| Directeurs sportifs : Luke Roberts, Tom Veelers |                             |            |

| Fortuneo-Samsic FST                                | Fortuneo-Samsic FST   | Fortuneo-Samsic FST |
| -------------------------------------------------- | --------------------- | ------------------- |
| Num                                                | Coureur               | Pos                 |
| 41                                                 | Warren Barguil (FRA)  | 17e                 |
| 42                                                 | Maxime Bouet (FRA)    | 42e                 |
| 43                                                 | Elie Gesbert (FRA)*   | 86e                 |
| 44                                                 | Romain Hardy (FRA)    | 105e                |
| 45                                                 | Kévin Ledanois (FRA)* | 96e                 |
| 46                                                 | Amaël Moinard (FRA)   | 48e                 |
| 47                                                 | Laurent Pichon (FRA)  | 98e                 |
| 48                                                 | Florian Vachon (FRA)  | 99e                 |
| Directeurs sportifs : Sébastien Hinault, Yvon Caer |                       |                     |

| Bahrain-Merida TBM                                    | Bahrain-Merida TBM           | Bahrain-Merida TBM |
| ----------------------------------------------------- | ---------------------------- | ------------------ |
| Num                                                   | Coureur                      | Pos                |
| 51                                                    | Vincenzo Nibali (ITA)        | NP-13              |
| 52                                                    | Sonny Colbrelli (ITA)        | 109e               |
| 53                                                    | Heinrich Haussler (AUS)      | 125e               |
| 54                                                    | Gorka Izagirre (ESP) (Route) | 24e                |
| 55                                                    | Ion Izagirre (ESP)           | 22e                |
| 56                                                    | Kristijan Koren (SLO)        | 102e               |
| 57                                                    | Franco Pellizotti (ITA)      | 60e                |
| 58                                                    | Domenico Pozzovivo (ITA)     | 18e                |
| Directeurs sportifs : Gorazd Štangelj, Rik Verbrugghe |                              |                    |

| Mitchelton-Scott MTS                                 | Mitchelton-Scott MTS          | Mitchelton-Scott MTS |
| ---------------------------------------------------- | ----------------------------- | -------------------- |
| Num                                                  | Coureur                       | Pos                  |
| 61                                                   | Adam Yates (GBR)              | 29e                  |
| 62                                                   | Jack Bauer (NZL)              | 121e                 |
| 63                                                   | Luke Durbridge (AUS)          | 118e                 |
| 64                                                   | Mathew Hayman (AUS)           | 108e                 |
| 65                                                   | Michael Hepburn (AUS)         | 117e                 |
| 66                                                   | Damien Howson (AUS)           | NP-16                |
| 67                                                   | Daryl Impey (RSA) (Route/Clm) | 46e                  |
| 68                                                   | Mikel Nieve (ESP)             | 23e                  |
| Directeurs sportifs : Matthew White, Laurenzo Lapage |                               |                      |

| Movistar MOV                                                 | Movistar MOV             | Movistar MOV |
| ------------------------------------------------------------ | ------------------------ | ------------ |
| Num                                                          | Coureur                  | Pos          |
| 71                                                           | Nairo Quintana (COL)     | 10e          |
| 72                                                           | Andrey Amador (CRC)      | 50e          |
| 73                                                           | Daniele Bennati (ITA)    | 104e         |
| 74                                                           | Imanol Erviti (ESP)      | 77e          |
| 75                                                           | Mikel Landa (ESP)        | 7e           |
| 76                                                           | José Joaquin Rojas (ESP) | AB-9         |
| 77                                                           | Marc Soler (ESP)*        | 62e          |
| 78                                                           | Alejandro Valverde (ESP) | 14e          |
| Directeurs sportifs : José Luis Arrieta, José Vicente García |                          |              |

| BMC Racing BMC                                    | BMC Racing BMC           | BMC Racing BMC |
| ------------------------------------------------- | ------------------------ | -------------- |
| Num                                               | Coureur                  | Pos            |
| 81                                                | Richie Porte (AUS)       | AB-9           |
| 82                                                | Patrick Bevin (NZL)      | AB-14          |
| 83                                                | Damiano Caruso (ITA)     | 20e            |
| 84                                                | Simon Gerrans (AUS)      | 107e           |
| 85                                                | Stefan Küng (SUI) (Clm)* | 53e            |
| 86                                                | Michael Schär (SUI)      | 90e            |
| 87                                                | Greg Van Avermaet (BEL)  | 28e            |
| 88                                                | Tejay Van Garderen (USA) | 32e            |
| Directeurs sportifs : Fabio Baldato, Valerio Piva |                          |                |

| UAE Emirates UAD                                          | UAE Emirates UAD                 | UAE Emirates UAD |
| --------------------------------------------------------- | -------------------------------- | ---------------- |
| Num                                                       | Coureur                          | Pos              |
| 91                                                        | Daniel Martin (IRL)              | 8e               |
| 92                                                        | Darwin Atapuma (COL)             | 69e              |
| 93                                                        | Kristijan Durasek (CRO)          | 40e              |
| 94                                                        | Roberto Ferrari (ITA)            | 138e             |
| 95                                                        | Alexander Kristoff (NOR) (Route) | 114e             |
| 96                                                        | Marco Marcato (ITA)              | 126e             |
| 97                                                        | Rory Sutherland (AUS)            | 106e             |
| 98                                                        | Oliviero Troia (ITA)*            | 133e             |
| Directeurs sportifs : Philippe Mauduit, Simone Pedrazzini |                                  |                  |

| Quick-Step Floors QST                            | Quick-Step Floors QST         | Quick-Step Floors QST |
| ------------------------------------------------ | ----------------------------- | --------------------- |
| Num                                              | Coureur                       | Pos                   |
| 101                                              | Julian Alaphilippe (FRA)      | 33e                   |
| 102                                              | Tim Declercq (BEL)            | AB-16                 |
| 103                                              | Fernando Gaviria (COL)*       | AB-12                 |
| 104                                              | Philippe Gilbert (BEL)        | NP-17                 |
| 105                                              | Bob Jungels (LUX) (Route/Clm) | 11e                   |
| 106                                              | Yves Lampaert (BEL) (Route)   | 80e                   |
| 107                                              | Maximiliano Richeze (ARG)     | 135e                  |
| 108                                              | Niki Terpstra (NED)           | 119e                  |
| Directeurs sportifs : Tom Steels, Davide Bramati |                               |                       |

| Bora-Hansgrohe BOH                                 | Bora-Hansgrohe BOH        | Bora-Hansgrohe BOH |
| -------------------------------------------------- | ------------------------- | ------------------ |
| Num                                                | Coureur                   | Pos                |
| 111                                                | Peter Sagan (SVK) (Route) | 71e                |
| 112                                                | Maciej Bodnar (POL) (Clm) | 122e               |
| 113                                                | Marcus Burghardt (GER)    | 92e                |
| 114                                                | Rafal Majka (POL)         | 19e                |
| 115                                                | Gregor Mühlberger (AUT)*  | 76e                |
| 116                                                | Daniel Oss (ITA)          | 112e               |
| 117                                                | Paweł Poljański (POL)     | 94e                |
| 118                                                | Lukas Pöstlberger (AUT)   | 132e               |
| Directeurs sportifs : Enrico Poitschke, Jan Valach |                           |                    |

| Astana AST                                              | Astana AST                 | Astana AST |
| ------------------------------------------------------- | -------------------------- | ---------- |
| Num                                                     | Coureur                    | Pos        |
| 121                                                     | Jakob Fuglsang (DEN)       | 12e        |
| 122                                                     | Omar Fraile (ESP)          | 57e        |
| 123                                                     | Dmitriy Gruzdev (KAZ)      | HD-12      |
| 124                                                     | Jesper Hansen (DEN)        | 56e        |
| 125                                                     | Tanel Kangert (EST) (Clm)  | 16e        |
| 126                                                     | Magnus Cort Nielsen (DEN)* | 68e        |
| 127                                                     | Luis León Sánchez (ESP)    | AB-2       |
| 128                                                     | Michael Valgren (DEN)      | 44e        |
| Directeurs sportifs : Dmitriy Fofonov, Bruno Cenghialta |                            |            |

| Dimension Data DDD                                           | Dimension Data DDD                | Dimension Data DDD |
| ------------------------------------------------------------ | --------------------------------- | ------------------ |
| Num                                                          | Coureur                           | Pos                |
| 131                                                          | Mark Cavendish (GBR)              | HD-11              |
| 132                                                          | Edvald Boasson Hagen (NOR) (Clm)  | 84e                |
| 133                                                          | Reinardt Janse van Rensburg (RSA) | 110e               |
| 134                                                          | Serge Pauwels (BEL)               | NP-16              |
| 135                                                          | Mark Renshaw (AUS)                | HD-11              |
| 136                                                          | Tom-Jelte Slagter (NED)           | 59e                |
| 137                                                          | Jay Robert Thomson (RSA)          | 143e               |
| 138                                                          | Julien Vermote (BEL)              | 75e                |
| Directeurs sportifs : Roger Hammond, Jean-Pierre Heynderickx |                                   |                    |

| Katusha-Alpecin TKA                                     | Katusha-Alpecin TKA      | Katusha-Alpecin TKA |
| ------------------------------------------------------- | ------------------------ | ------------------- |
| Num                                                     | Coureur                  | Pos                 |
| 141                                                     | Ilnur Zakarin (RUS)      | 9e                  |
| 142                                                     | Ian Boswell (USA)        | 79e                 |
| 143                                                     | Robert Kišerlovski (CRO) | AB-5                |
| 144                                                     | Marcel Kittel (GER)      | HD-11               |
| 145                                                     | Pavel Kochetkov (RUS)    | 61e                 |
| 146                                                     | Tony Martin (GER) (Clm)  | NP-9                |
| 147                                                     | Nils Politt (GER)*       | 87e                 |
| 148                                                     | Rick Zabel (GER)*        | AB-12               |
| Directeurs sportifs : Dimitri Konyshev, Torsten Schmidt |                          |                     |

| Groupama-FDJ GFC                                        | Groupama-FDJ GFC              | Groupama-FDJ GFC |
| ------------------------------------------------------- | ----------------------------- | ---------------- |
| Num                                                     | Coureur                       | Pos              |
| 151                                                     | Arnaud Démare (FRA)           | 141e             |
| 152                                                     | David Gaudu (FRA)*            | 34e              |
| 153                                                     | Jacopo Guarnieri (ITA)        | 144e             |
| 154                                                     | Olivier Le Gac (FRA)*         | 127e             |
| 155                                                     | Tobias Ludvigsson (SUE) (Clm) | 74e              |
| 156                                                     | Rudy Molard (FRA)             | 38e              |
| 157                                                     | Ramon Sinkeldam (NED)         | 134e             |
| 158                                                     | Arthur Vichot (FRA)           | 41e              |
| Directeurs sportifs : Thierry Bricaud, Frédéric Guesdon |                               |                  |

| Lotto NL-Jumbo TLJ                                  | Lotto NL-Jumbo TLJ           | Lotto NL-Jumbo TLJ |
| --------------------------------------------------- | ---------------------------- | ------------------ |
| Num                                                 | Coureur                      | Pos                |
| 161                                                 | Steven Kruijswijk (NED)      | 5e                 |
| 162                                                 | Robert Gesink (NED)          | 31e                |
| 163                                                 | Dylan Groenewegen (NED)*     | AB-12              |
| 164                                                 | Amund Grøndahl Jansen (NOR)* | 139e               |
| 165                                                 | Paul Martens (GER)           | 81e                |
| 166                                                 | Primož Roglič (SLO)          | 4e                 |
| 167                                                 | Timo Roosen (NED)*           | 137e               |
| 168                                                 | Antwan Tolhoek (NED)*        | 37e                |
| Directeurs sportifs : Nico Verhoeven, Frans Maassen |                              |                    |

| Lotto-Soudal LTS                                      | Lotto-Soudal LTS        | Lotto-Soudal LTS |
| ----------------------------------------------------- | ----------------------- | ---------------- |
| Num                                                   | Coureur                 | Pos              |
| 171                                                   | André Greipel (GER)     | AB-12            |
| 172                                                   | Tiesj Benoot (BEL)*     | NP-5             |
| 173                                                   | Jasper De Buyst (BEL)*  | 142e             |
| 174                                                   | Thomas De Gendt (BEL)   | 65e              |
| 175                                                   | Jens Keukeleire (BEL)   | NP-10            |
| 176                                                   | Tomasz Marczyński (POL) | 103e             |
| 177                                                   | Marcel Sieberg (GER)    | AB-12            |
| 178                                                   | Jelle Vanendert (BEL)   | AB-19            |
| Directeurs sportifs : Herman Frison, Frederik Willems |                         |                  |

| Direct Énergie TDE                                        | Direct Énergie TDE     | Direct Énergie TDE |
| --------------------------------------------------------- | ---------------------- | ------------------ |
| Num                                                       | Coureur                | Pos                |
| 181                                                       | Lilian Calmejane (FRA) | 30e                |
| 182                                                       | Thomas Boudat (FRA)*   | 89e                |
| 183                                                       | Sylvain Chavanel (FRA) | 39e                |
| 184                                                       | Jérôme Cousin (FRA)    | 93e                |
| 185                                                       | Damien Gaudin (FRA)    | 140e               |
| 186                                                       | Fabien Grellier (FRA)* | 120e               |
| 187                                                       | Romain Sicard (FRA)    | 73e                |
| 188                                                       | Rein Taaramäe (EST)    | HD-12              |
| Directeurs sportifs : Benoît Génauzeau, Dominique Arnould |                        |                    |

| Trek-Segafredo TFS                                  | Trek-Segafredo TFS       | Trek-Segafredo TFS |
| --------------------------------------------------- | ------------------------ | ------------------ |
| Num                                                 | Coureur                  | Pos                |
| 191                                                 | Bauke Mollema (NED)      | 26e                |
| 192                                                 | Julien Bernard (FRA)     | 35e                |
| 193                                                 | Koen De Kort (NED)       | 78e                |
| 194                                                 | John Degenkolb (GER)     | 111e               |
| 195                                                 | Michael Gogl (AUT)*      | 113e               |
| 196                                                 | Tsgabu Grmay (ETH) (Clm) | AB-2               |
| 197                                                 | Toms Skujiņš (LET) (Clm) | 82e                |
| 198                                                 | Jasper Stuyven (BEL)     | 63e                |
| Directeurs sportifs : Kim Andersen, Steven De Jongh |                          |                    |

| Cofidis COF                                                 | Cofidis COF              | Cofidis COF |
| ----------------------------------------------------------- | ------------------------ | ----------- |
| Num                                                         | Coureur                  | Pos         |
| 201                                                         | Christophe Laporte (FRA) | 124e        |
| 202                                                         | Dimitri Claeys (BEL)     | 130e        |
| 203                                                         | Nicolas Edet (FRA)       | 43e         |
| 204                                                         | Jesús Herrada (ESP)      | 47e         |
| 205                                                         | Daniel Navarro (ESP)     | 45e         |
| 206                                                         | Anthony Perez (FRA)      | 85e         |
| 207                                                         | Julien Simon (FRA)       | 101e        |
| 208                                                         | Anthony Turgis (FRA)*    | 116e        |
| Directeurs sportifs : Roberto Damiani, Christian Guiberteau |                          |             |

| Wanty-Groupe Gobert WGG                                        | Wanty-Groupe Gobert WGG        | Wanty-Groupe Gobert WGG |
| -------------------------------------------------------------- | ------------------------------ | ----------------------- |
| Num                                                            | Coureur                        | Pos                     |
| 211                                                            | Guillaume Martin (FRA)*        | 21e                     |
| 212                                                            | Thomas Degand (BEL)            | 54e                     |
| 213                                                            | Timothy Dupont (BEL)           | 131e                    |
| 214                                                            | Marco Minnaard (NED)           | 64e                     |
| 215                                                            | Yoann Offredo (FRA)            | 91e                     |
| 216                                                            | Andrea Pasqualon (ITA)         | 95e                     |
| 217                                                            | Dion Smith (NZL)*              | 97e                     |
| 218                                                            | Guillaume Van Keirsbulck (BEL) | 123e                    |
| Directeurs sportifs : Hilaire Van Der Schueren, Steven De Neef |                                |                         |

## Coureurs par nationalité
| #     | Nationalité      | Au départ | À l'arrivée | Victoire d'étape                          |
| ----- | ---------------- | --------- | ----------- | ----------------------------------------- |
| 01    | France           | 35        | 32          | 3 (2 Julian Alaphilippe, 1 Arnaud Demare) |
| 02    | Belgique         | 19        | 13          | 0                                         |
| 03    | Pays-Bas         | 14        | 13          | 3 (2 Dylan Groenewegen, 1 Tom Dumoulin)   |
| 04    | Italie           | 13        | 11          | 0                                         |
| 0-    | Espagne          | 13        | 11          | 1 (Omar Fraile)                           |
| 06    | Allemagne        | 11        | 6           | 1 (John Degenkolb)                        |
| 0-    | Australie        | 11        | 7           | 0                                         |
| 08    | Colombie         | 6         | 4           | 3 (2 Fernando Gaviria, 1 Nairo Quintana)  |
| 09    | Royaume-Uni      | 5         | 4           | 2 (Geraint Thomas)                        |
| -     | Danemark         | 5         | 5           | 1 (Magnus Cort Nielsen)                   |
| -     | États-Unis       | 5         | 5           | 0                                         |
| -     | Pologne          | 5         | 5           | 0                                         |
| 13    | Nouvelle-Zélande | 4         | 3           | 0                                         |
| -     | Suisse           | 4         | 4           | 0                                         |
| 15    | Norvège          | 3         | 3           | 1 (Alexander Kristoff)                    |
| -     | Afrique du Sud   | 3         | 3           | 0                                         |
| -     | Autriche         | 3         | 3           | 0                                         |
| 18    | Slovénie         | 2         | 2           | 1 (Primož Roglič)                         |
| -     | Russie           | 2         | 2           | 0                                         |
| -     | Croatie          | 2         | 1           | 0                                         |
| -     | Estonie          | 2         | 1           | 0                                         |
| 22    | Argentine        | 1         | 1           | 0                                         |
| -     | Costa Rica       | 1         | 1           | 0                                         |
| -     | Éthiopie         | 1         | 0           | 0                                         |
| -     | Irlande          | 1         | 1           | 1 (Daniel Martin)                         |
| -     | Kazakhstan       | 1         | 0           | 0                                         |
| -     | Lettonie         | 1         | 1           | 0                                         |
| -     | Luxembourg       | 1         | 1           | 0                                         |
| -     | Slovaquie        | 1         | 1           | 3 (Peter Sagan)                           |
| -     | Suède            | 1         | 1           | 0                                         |
| Total | Total            | 176       | 145         |                                           |